# Bom Jesus do Itabapoana
Bom Jesus do Itabapoana è un comune del Brasile nello Stato di Rio de Janeiro, parte della mesoregione del Noroeste Fluminense e della microregione di Itaperuna.
Il comune è suddiviso in 6 distretti: Bom Jesus do Itabapoana (sede comunale), Calheiros, Carabuçu, Pirapetinga de Bom Jesus, Rosal e Serrinha.